# Olympische Sommerspiele 1980/Teilnehmer (Irak)
| Gelbes Symbol für Goldmedaillen mit stilisierten Olympischen Ringen | Graues Symbol für Silbermedaillen mit stilisierten Olympischen Ringen | Braundes Symbol für Bronzemedaillen mit stilisierten Olympischen Ringen |
| ------------------------------------------------------------------- | --------------------------------------------------------------------- | ----------------------------------------------------------------------- |
| —                                                                   | —                                                                     | —                                                                       |

Der Irak nahm an den Olympischen Sommerspielen 1980 in Moskau mit einer Delegation von 43 männlichen Sportlern in 26 Wettkämpfen in fünf Sportarten teil. Ein Medaillengewinn gelang keinem der Athleten.

## Teilnehmer nach Sportarten

### Boxen
- Farid Salman Makhdi
Halbfliegengewicht: in der 1. Runde ausgeschieden
- Samir Khenyab
Fliegengewicht: in der 1. Runde ausgeschieden
- Ali Abdul Zhawa Jawad
Federgewicht: in der 1. Runde ausgeschieden
- Farouk Chanchoun
Halbweltergewicht: im Viertelfinale ausgeschieden
- Sadie Jaffar Mohammed
Weltergewicht: in der 1. Runde ausgeschieden
- Salah Jassim Beden
Halbmittelgewicht: in der 1. Runde ausgeschieden
- Ismail Salman
Halbschwergewicht: in der 1. Runde ausgeschieden

### Fußball
- im Viertelfinale ausgeschieden
Abdul Fatah Nasif Jassim
Adil Khdhayir
Adnan Dirjal
Alaa Ahmed
Ali Kadhum
Falah Hassan
Hadi Ahmed
Hassan Farhan Hassoun
Hussain Said
Ibrahim Ali Kadhum
Jamal Hamza
Kadim Shibib
Nazar Ashraf
Saad Jassim
Thamir Assoufi Elias
Wathiq Aswad

### Gewichtheben
- Abdul Karim Gizar
Bantamgewicht: 12. Platz
- Fajsal Matloub Fat'hi
Federgewicht: 10. Platz
- Mohammed Yaseen Mohammed
Leichtgewicht: 17. Platz
- Talal Hassoun Abdul Kader
Halbschwergewicht: 11. Platz
- Ali Abdul Kader Maneer
2. Schwergewicht: 11. Platz

### Leichtathletik
- Hussain Ali Nasayyif
400 m: im Viertelfinale ausgeschieden
4-mal-100-Meter-Staffel: im Vorlauf ausgeschieden
- Abdul Jabbar Rahima
110 m Hürden: im Vorlauf ausgeschieden
- Ali Hassan Kadhum
4-mal-100-Meter-Staffel: im Vorlauf ausgeschieden
- Fahim Abdul al-Sada
4-mal-100-Meter-Staffel: im Vorlauf ausgeschieden
- Abbas Murshid al-Aibi
4-mal-400-Meter-Staffel: im Vorlauf ausgeschieden
- Moujhed Fahid Khalifa
Dreisprung: 31. Platz

### Ringen
- Hazim Abdul Ridha
Fliegengewicht, griechisch-römisch: in der 2. Runde ausgeschieden
- Mohammed Moustafa Mahmoud
Leichtgewicht, griechisch-römisch: in der 2. Runde ausgeschieden
- Ahmed Lutfi Shihad
Weltergewicht, griechisch-römisch: in der 2. Runde ausgeschieden
- Mohammed Qassim Jabbar
Halbfliegengewicht, Freistil: in der 2. Runde ausgeschieden
- Karim Salman Muhsin
Bantamgewicht, Freistil: 7. Platz
- Ali Hussain Faris
Leichtgewicht, Freistil: 7. Platz
- Ibrahim Khalil Juma
Weltergewicht, Freistil: in der 2. Runde ausgeschieden
- Abdul Rahman Mohammed
Mittelgewicht, Freistil: in der 2. Runde ausgeschieden
- Safaa Ali Nema
Halbschwergewicht, Freistil: in der 2. Runde ausgeschieden